# David Hirschorn
David Hirschorn (født 7. marts 1979 i København) er en dansk gymnast.
David Hirschorn's forældre er fra Polen.

## Danske mesterskaber
- Deltog på Gymnastikforeningen Gefions hold som blev danske mestre i 1997, 2000, 2001, 2002, 2003, 2004 og 2005.

- Dansk mester i ringøvelsen 2003, 2004 og 2005

## Internationale resultater
David Hirschorn deltog i internationale og repræsenterede Danmark i:
- 2003 World Class Competition – nr. 4 i ringene (landsholdsdebut)
- 2003 Unni & Harald Cup – nr. 2 i ringene
- 2003 Landskamp: Tjekiet – Polen – Danmark
- 2003 Mäler Cup – nr. 2 i ringene
- 2003 Northern European Championship – nr. 1 i ringene
- 2004 Unni & Harald Cup – nr. 1 i ringene
- 2004 EM – Ljubljana nr. Danske landshold blev nr. 21. David Hirschorn blev nr. 39 i ringene
- 2004 Northern European Championship – nr. 1 i ringene
- 2005 World Cup – Gent, Belgium – nr. 20 i ringene
- 2005 World Cup – Paris, Frankrig – nr. 23 i ringene
- 2005 EM – Debrecen, Ungarn – nr. 24 i ringene
- 2005 World Cup – Stuttgart, Tyskland – nr. 17 i ringene
- 2005 World Cup – Glasgow, Skotland – nr. 5 i ringene
- 2005 World Class Competition – Århus, DK – nr. 1 i ringene
- 2005 VM – Melbourne, Australien – nr. 43 i ringene
- 2006 World Cup – Glasgow, Lyon – nr. 27 i ringene
- 2006 World Cup – Glasgow, Cottbus – nr. 17 i ringene
- 2006 Nordisk Mesterskab – Reykjavik, Island – - nr. 1 i ringene
- 2006 EM – Volos, Grækenland Holdet blev nr. 24 – David Hirschorn blev nr. 33 i ringene